# Palookaville (Belgische film)
Palookaville is een Belgische kortfilm geschreven door en in regie van Pim Algoed en Sem Bucman en in een productie van Marc Goyens.
De film werd onder andere vertoond op het Kortfilmfestival Leuven, Milano Film Festival en door Canvas.

## Plot
Palookaville is een zwarte komedie. Een veertiger probeert zijn sociaal isolement te compenseren door hard te werken. Wanneer hij zijn professionele carrière door zijn vingers voelt glippen, besluit hij om terug te vechten. Het loopt verkeerd als hij zijn zoontje wil laten zien "wat een echte vent" is, maar dat is buiten zijn ex-vrouw Sofie gerekend.